# Недобоевская сельская община
Недобоевская сельская община (укр. Недобоївська сільська громада) — территориальная община в Днестровском районе Черновицкой области Украины.
Административный центр — село Недобоевцы.
Население составляет 12090 человек. Площадь — 128,9 км².
В соответствии с распоряжением Кабинета Министров Украины от 12 июня 2020 года, в состав общины вошла территория Долинянского, Зарожанского, Керстенецкого, Недобоевского, Ставчанского и Шировецкого сельских советов упразднённого Хотинского района

## Населённые пункты
В состав общины входит 7 сёл:
- Недобоевцы
- Долинянский старостинский округ:
  - Долиняны
- Зарожанский старостинский округ:
  - Зарожаны
- Керстенецкий старостинский округ:
  - Керстенцы
- Ставчанский старостинский округ:
  - Ставчаны
- Шировецкий старостинский округ:
  - Владычна
  - Шировцы